# 砲艦
砲艦（ほうかん）は、軍艦の一種であり、比較的小型で主として沿岸・河川・内水で活動する、火砲を主兵装とした水上戦闘艦艇の事を指す。英語ではGunboatと称し直訳すると砲艇となるが、日本語では比較的大型のものを砲艦、小型のものを砲艇と使い分けることが多い。

## 概要
19世紀前半の帆走軍艦時代にガンブリッグと呼ばれた艦種が砲艦という艦種に引き継がれたというのが定説であるが、これより以前にはガンブリックより小型の物でガンボートと呼ばれたものがあった事実もある。更にボムケッチまたはバムケッチと呼ばれる大型の臼砲を装備したガンブリック並の小型艦も、後に砲艦に含まれる事になる。
砲艦の範囲は広く、海防艦も砲艦として含める事がある。また、フランスなどで現在も使用されている（植民地）通報艦（水雷砲艦やスループともいう）も広くは砲艦に入れる場合が多い。また、単に砲艦（砲艇）と称する場合は河用砲艦（砲艇）のみを指す事もある。
砲艦を設計思想に基づいて大きく分類すれば、
- モニター艦の様に船体規模に比べ強力な火砲を備え、有事に前線での戦闘に使用する重武装の砲艦
- 武装は比較的少ないが、強力な通信・指揮能力を備えており、平時の警備任務に重きを置いた砲艦

の2つに分けることができる。必ずしも一般的な分類ではないが、便宜上この分類に基づいて説明する。

### 有事用の砲艦

#### 汎用小型水上艦としての砲艦

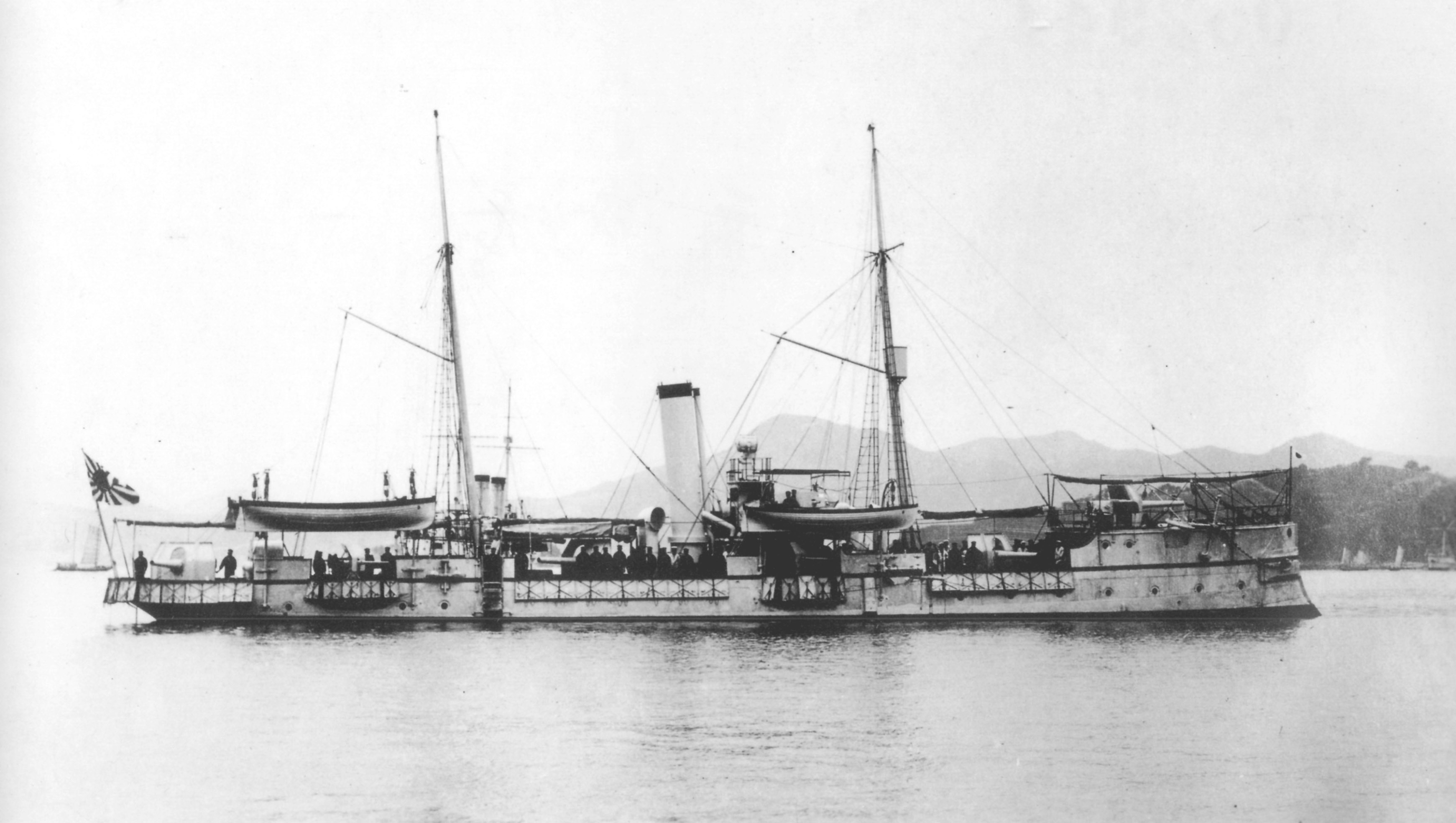
砲艦「赤城」

本格的な軍艦を保有できないポルトガルやベルギー等の小国を中心に、沿岸防衛を目的として排水量2000トン以下程度の低速な小型艦を配備していた例があり、一般に砲艦と呼ばれる。19世紀後半に建造された、大口径の主砲を固定式に1門だけ搭載したレンデル式砲艦がその典型例である。海防戦艦は、こうした系列の砲艦の延長上の存在と見ることもできる。例として以下が挙げられる。
- 赤城 - 日本海軍の砲艦として黄海海戦 (日清戦争)に参加。
- 鎮東 - 清国海軍のレンデル式砲艦。

いわゆる通報艦やスループ艦を砲艦と呼ぶ場合もあり、日本海軍が事実上の通報艦もしくはスループとして橋立型砲艦を就役させている。

#### 重武装の「砲艇」
特に小型の砲艇サイズのものには、有事に前線での戦闘任務につくことを想定した設計のものが多い。第二次世界大戦中のソビエト連邦においては河川において戦車砲塔を搭載した装甲砲艇（河用モニター）が、イギリスにおいては機動砲艇が魚雷艇と共に港湾・沿岸防衛に用いられた。
ベトナム戦争においてアメリカ海軍は揚陸艇や民間用ボート（プレジャーボートを改造したPBR、沿岸油田用のリグ支援艇を改造したPCなど）を改造したものを河用砲艇として実戦に投入した。また、後期には対地攻撃に特化した強襲支援哨戒艇(Assault Support Patrol Boat:ASPB)（アルファ・ポートと呼ばれる事が多い）という小型の河用モニターが建造されている。なお、これらはベトナム戦争終結後にはアメリカ海軍では不要となり、ベトナム軍に捕獲された物を含め大半がタイやミャンマー、南米諸国などに売却されて消滅した。イラク戦争では再び河川艇が登場しているが、これらは一般的な哨戒艇や強襲艇に分類される物で砲艇と分類される舟艇は登場していない。
日本では日中戦争において陸軍が、装甲艇と呼ばれる一種の上陸支援艇を事実上の河用砲艇として使用した。満州国軍江防艦隊（河川部隊）が黒竜江の警備に投入した砲艇もこの前者の範疇に入るものであった。
ロシア、ウクライナ、セルビア等で使用されている砲艦はこうしたタイプの発展形であり、現在でも国境警備等に使用されている。これらはT-55主力戦車から転用した100 mm砲や対戦車ミサイルなどを装備しており、哨戒任務ばかりでなく地上戦への支援攻撃も可能である。また、ミャンマー、カンボジアなど政情不安であり、河川や湖沼が戦略の要衝となりうる国では、アメリカ製PBRやソ連製のシュメーリ型 (1204号計画型) 河川砲艇などが使用されている。

### 平時用の砲艦

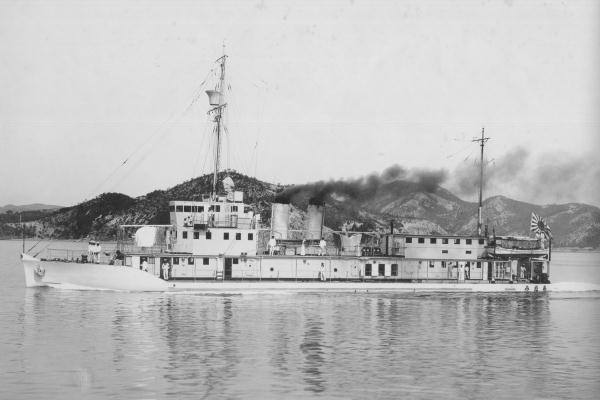
大日本帝国海軍砲艦「熱海」

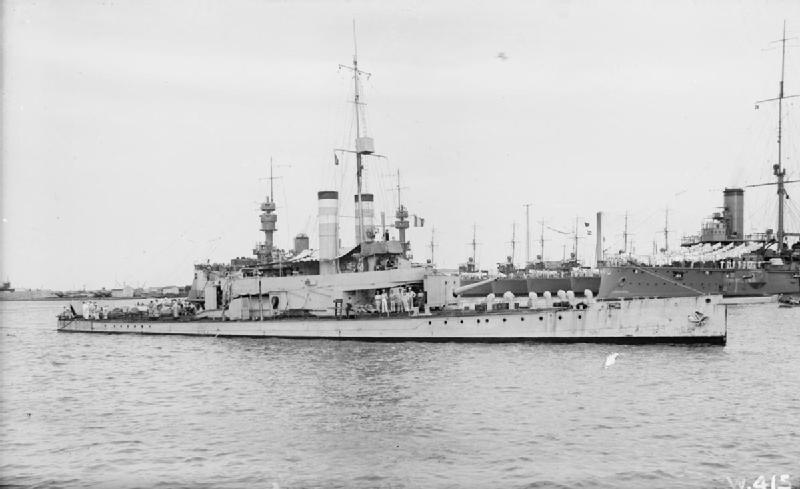
イギリス海軍砲艦「レディバード」

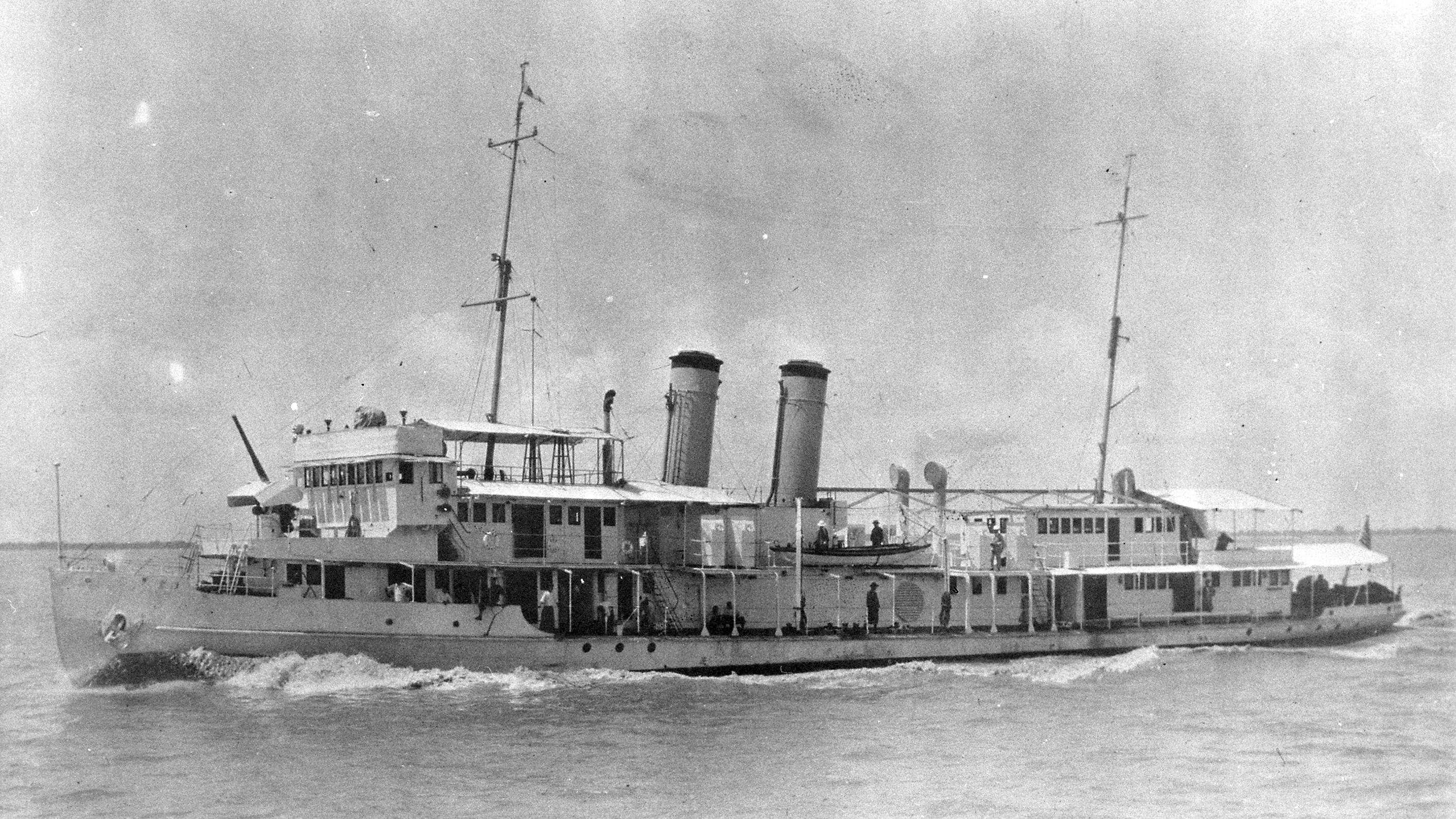
アメリカ海軍砲艦「パナイ」

第二次世界大戦以前の中国において活動した諸外国の河川砲艦（河用砲艦）が代表的である。ライン川やアマゾン川、ユーフラテス川などにも砲艦が配備され、これらの砲艦は河川で活動するというその性質上概ね浅喫水であった。このため、日本においては下駄舟とも呼ばれた。なお揚子江は、特に三峡において流れが激しく、下流域と列強の勢力争いの舞台となった四川盆地との間に安定した通航を確保するために、機関出力を強化した「揚子江向け」の砲艦が配備されることがあった。これらの砲艦の姿と活動の様子は映画「砲艦サンパブロ」に見ることができる。河用砲艦の多くは大洋での航海に耐えないため、ほとんどは本国で建造して分割したうえ別の船で運ばれ、現地で再び組み立てられた。しかし、小型艦の運用に慣れたポルトガルやベルギーではしばしば小型の砲艦を本国と植民地へ往復させたりも出来た。また、後述の南米の砲艦のいくつかは、建造先のイギリスなどから自力で大西洋を横断した記録がある。
河用砲艦は武装こそ少ないものの指揮・通信能力は高く、「動く領事館」として簡易の外交施設や貴賓室を設ける事もあった。これらは戦闘よりも、もっぱら政治・外交活動として用いられた。そのため、国家の代表者として小型艦でありながら艦長には少佐以上の高級将校が当てられることが多く、また日本海軍では駆逐艦などより格上で菊の御紋を有する国内法上の狭義の「軍艦」とされるなど、格式が重視される傾向があった。1930年代に中国国内の武装組織が装備を近代化すると河用砲艦はその価値を減じ、第二次世界大戦後、中国共産党政権が揚子江流域を掌握するに従い、こうした揚子江の砲艦は消滅した。
中国以外の地域の植民地の大河や港湾にも、主に居留民保護のためにこの範疇の砲艦が配備される例が見られた。広義の砲艦に含まれる植民地通報艦も、それほど戦闘能力が低いわけではないが、用途からすれば同じである。

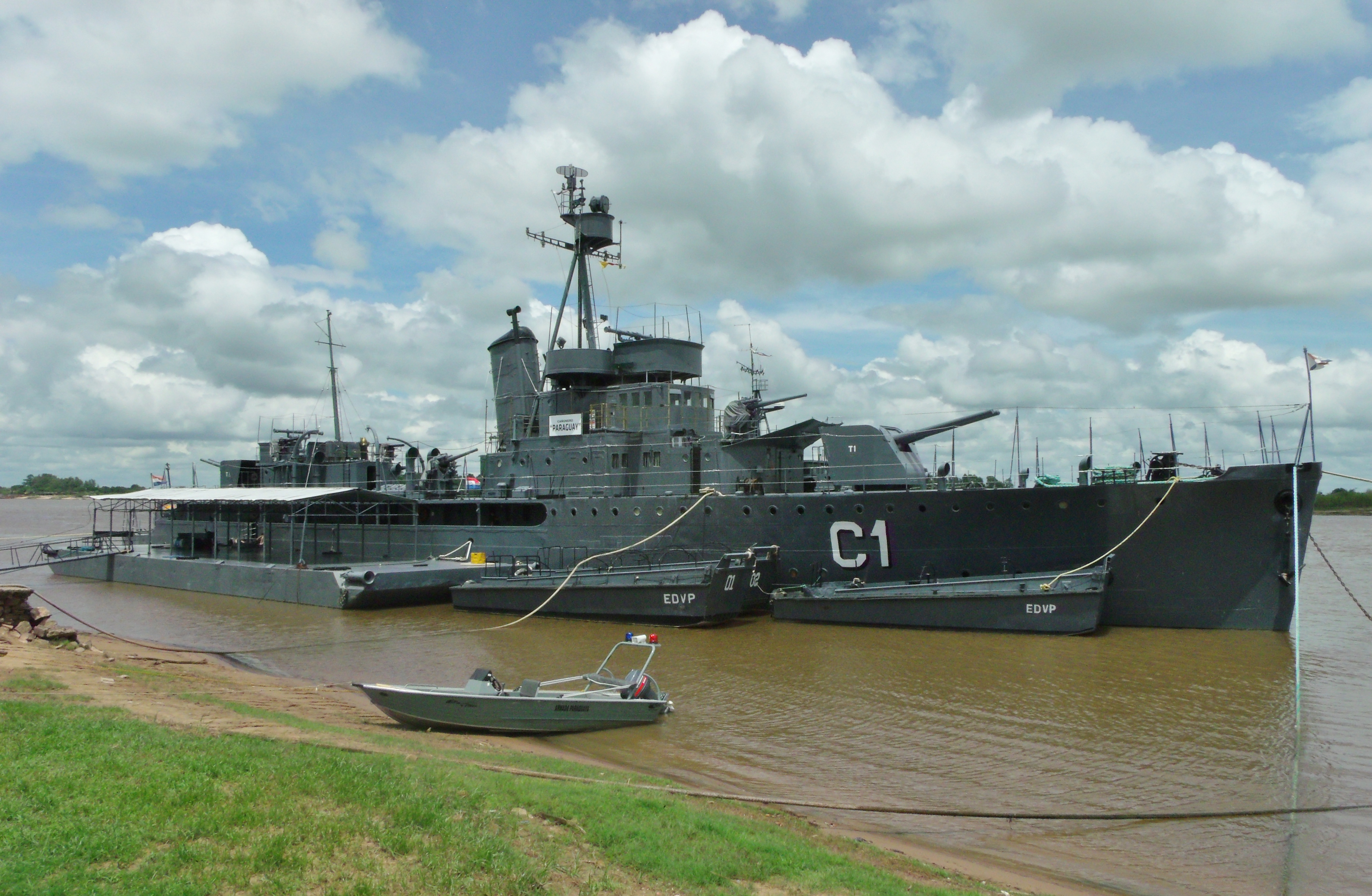
パラグアイ海軍砲艦「パラグアイ」。チャコ戦争中に就役し、2023年現在も現役である。

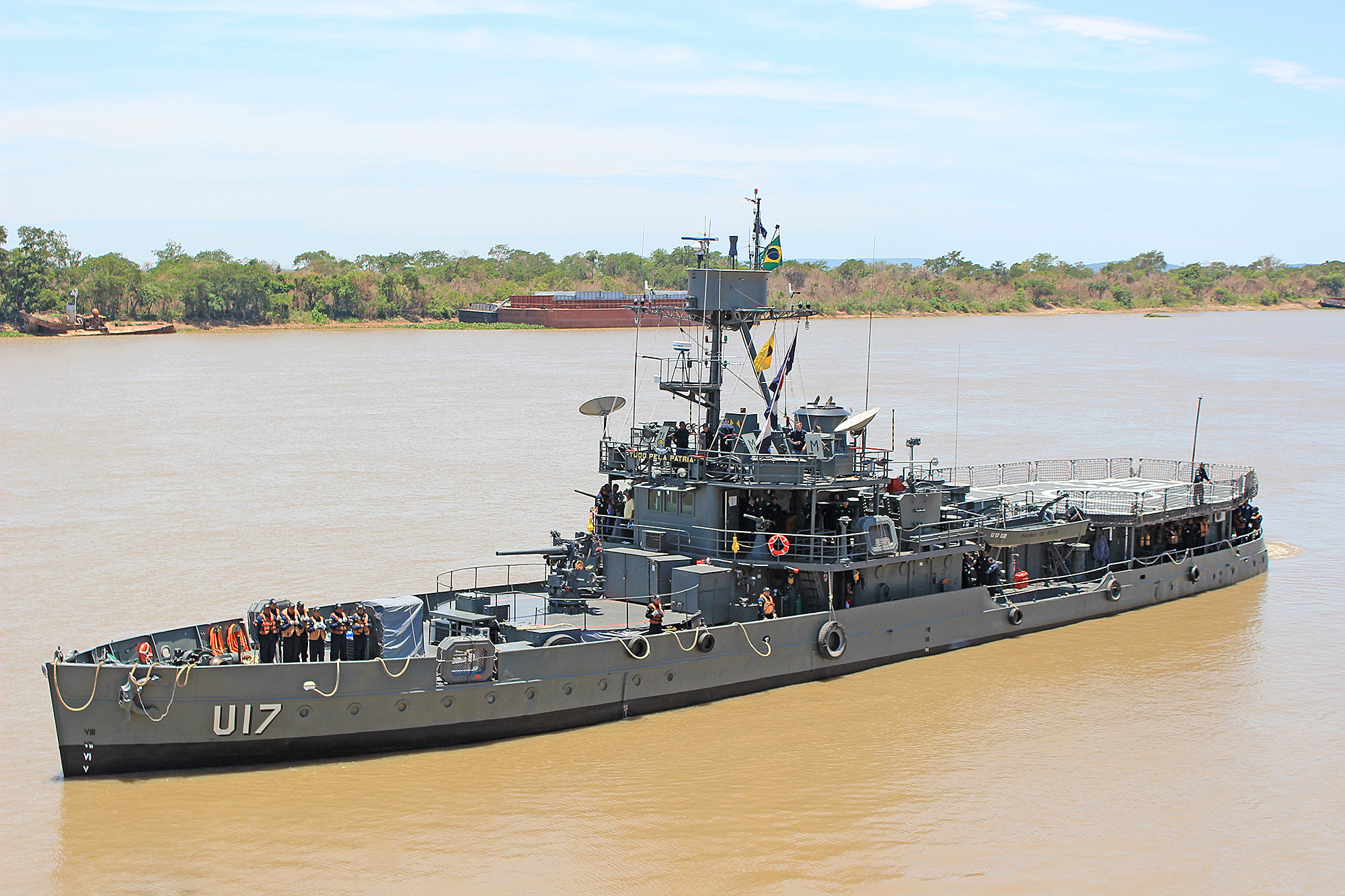
ブラジル海軍砲艦「パルナイバ」

現在、南米のブラジルやパラグアイなど、大河流域の国においては下駄舟タイプの砲艦（砲艇）が多く存在している。こうした砲艦（砲艇）は武装は少ないが（「パルナイバ」のように76ミリ砲を搭載しているタイプもある）高い通信能力を持ち、高度な医療設備やヘリコプター甲板を持つ事もある。このため、本来の河川警備の他に巡回医療など流域における民生活動を行う事もできる。武装に関しては、現代の海戦ではあまり重視されない接近戦や対地火力支援を想定している事から、機銃を多数装備し、他の艦種ではあまり見られない迫撃砲を装備している事が多い。
例としては以下が挙げられる。
- パナイ - アメリカ海軍の河用砲艦。
- 伏見 - 日本海軍の河用砲艦。

## 日本海軍における砲艦
英語ではGunboatと称し直訳すると砲艇となるが、これは戦前の大日本帝国海軍において、幕府海軍や諸藩から献納された軍艦の大半がGunboatであり、新政府軍の保有する最大級の艦艇であったためである。以後、Gunboatをしのぐスループやクルーザー(「クルーザァル」と表記した)が続々と就役し、相対的にGunboatの地位は低下していく。1898年（明治31年）に初めて軍艦の類別を制定した際に、Gunboatのみならずコルベットも砲艦に内包した。後に通報艦も砲艦に吸収されている。
このような伝統から、伏見をルーツとする小型の河川砲艦も、菊の御紋を装着して正式な軍艦として就役した。前述したように外交上の交渉を担うことも多いため、格式が重視され、艦艇扱いではなく上位の軍艦扱いされたという理由もある。ただし、他の軍艦艦長は大佐が任命されるが、砲艦艦長の場合は、駆逐艦長・潜水艦長・軍艦副長を歴任し、大佐昇進を目前にした中佐が任じられた。
太平洋戦争中の1944年（昭和19年）の基準改定で、砲艦は国内法上の狭義の「軍艦」からは除かれ、「軍艦」や「駆逐艦」と並ぶ独立の艦種である「砲艦」に格下げとなった。そのため、艦首の菊の御紋も機を見て撤去された。

## 注記
1. ↑  時に流速が14ノットに達することもあった（トリー、337頁）
2. ↑  1927年にイギリス砲艦が中国軍と戦闘を交えた後「狭い河では、ブリキ張りの砲艦は、近代的な重砲を装備した中国軍に、とても太刀打ちできない」という雑誌論評があった（トリー、439頁）。また、日本海軍1931年（昭和6）年度計画で構想した河用砲艦から、武装を格段に強化している。
3. ↑  一部の戦車揚陸艦など
4. ↑  この点について、「国際法上の軍艦としての地位を得るために軍艦に類別された」とする見解があるが、国際法上の軍艦資格は日本の国内法上の「軍艦」の地位を有するかとは無関係に決まり、誤解である。例えば日本国内法上の軍艦に該当しない駆逐艦も、国際法上は軍艦である。（定義は軍艦参照。）